# Niagara Falls (Stany Zjednoczone)
Niagara Falls – miasto w Stanach Zjednoczonych, w stanie Nowy Jork, położone w hrabstwie Niagara. Leży nad rzeką Niagarą, stanowiącą naturalną granicę pomiędzy Kanadą a Stanami Zjednoczonymi. Miasto graniczy bezpośrednio ze swoim kanadyjskim odpowiednikiem – Niagara Falls w Kanadzie.

## Historia

### Początki zasiedlenia
Migracja z Europy na obszary dzisiejszego Niagara Falls rozpoczęła się w XVII wieku. Pierwszymi Europejczykami, których obecność na tych terenach została udokumentowana, byli Francuz Robert de la Salle oraz towarzyszący mu belgijski duchowny Louis Hennepin – pierwszy znany Europejczyk, który zobaczył wodospad Niagara. Napływ osadników europejskich mógł przyczynić się do konfliktów z rdzenną ludnością, związanych z kontrolą nad handlem futrami.

### Powstanie miasta
Miasto Niagara Falls zostało utworzone 17 marca 1892 roku z wiosek wchodzących wcześniej w skład miasta Niagara. Ustawę założycielską podpisał gubernator stanu Nowy Jork, Roswell Flower. Thomas Vincent Welch, członek zgromadzenia ustawodawczego, doprowadził do podpisania ustawy w Dniu Świętego Patryka. Pierwszym burmistrzem miasta został George W. Wright.

### Rozwój przemysłowy
Pod koniec XIX wieku miasto stało się ośrodkiem przemysłu ciężkiego, który wykorzystywał energię wodospadu Niagara. Turystyka miała wówczas znaczenie drugorzędne. W 1927 roku przyłączono wioskę LaSalle.
W latach 50. i 60. XX wieku przemysł przeżywał kolejny okres rozwoju. Powstawały fabryki produkujące papier, gumę, tworzywa sztuczne, petrochemikalia oraz materiały ścierne. Okres ten zakończył się jednak w połowie lat 60. po upadku Schoellkopf Power Project, co symbolicznie zakończyło przemysłową erę miasta.

### Love Canal i kryzys ekologiczny
Od 1920 roku w dzielnicy Love Canal składowano odpady chemiczne i toksyczne. W 1978 roku, po ujawnieniu skażenia środowiska, przeprowadzono ewakuację mieszkańców, a w 1980 roku uchwalono Superfund jako odpowiedź na tę katastrofę ekologiczną.

### Kryzys gospodarczy
Zamknięcie zakładów przemysłowych doprowadziło do znaczącego spadku liczby mieszkańców i pogorszenia kondycji ekonomicznej miasta. Próby rewitalizacji, w tym odbudowy Falls Street, zakończyły się niepowodzeniem.

### Wydarzenia współczesne
W 1995 roku miasto zostało pozwane przez NAACP z powodu braku odpowiedniej reprezentacji Afroamerykanów. Pozew został oddalony.
W 2004 roku Senekowie otworzyli Seneca Niagara Casino, ustanawiając w centrum miasta suwerenny teren Indian.
Na początku XXI wieku były burmistrz Vincent Anello został skazany za oszustwo i korupcję.
Pogłębiający się kryzys miasta stał się tematem okładkowym magazynu Bloomberg Businessweek.

## Dwa miasta Niagara Falls
Oba miasta o nazwie Niagara Falls liczą łącznie ponad 130 tysięcy mieszkańców. Większość z nich (82 997 osób) zamieszkuje kanadyjskie Niagara Falls w prowincji Ontario. Po zakończeniu ery przemysłowej w amerykańskim Niagara Falls wielu pracowników fizycznych wyemigrowało na stronę kanadyjską.
Znajdujący się w kanadyjskim mieście wodospad Niagara, położony w pobliżu centrum, każdego roku przyciąga setki tysięcy turystów z całego świata.
Oba miasta łączy Rainbow Bridge (Tęczowy Most).
Rainbow Bridge to stalowy most łukowy przecinający rzekę Niagara. Został zbudowany w miejscu dawnego Honeymoon Bridge (Mostu Miesiąca Miodowego), który zawalił się 27 stycznia 1938 roku w wyniku zatoru lodowego na rzece. Budowę nowego mostu rozpoczęto w maju 1940 roku, a oficjalne otwarcie nastąpiło 1 listopada 1941 roku.

## Ludność

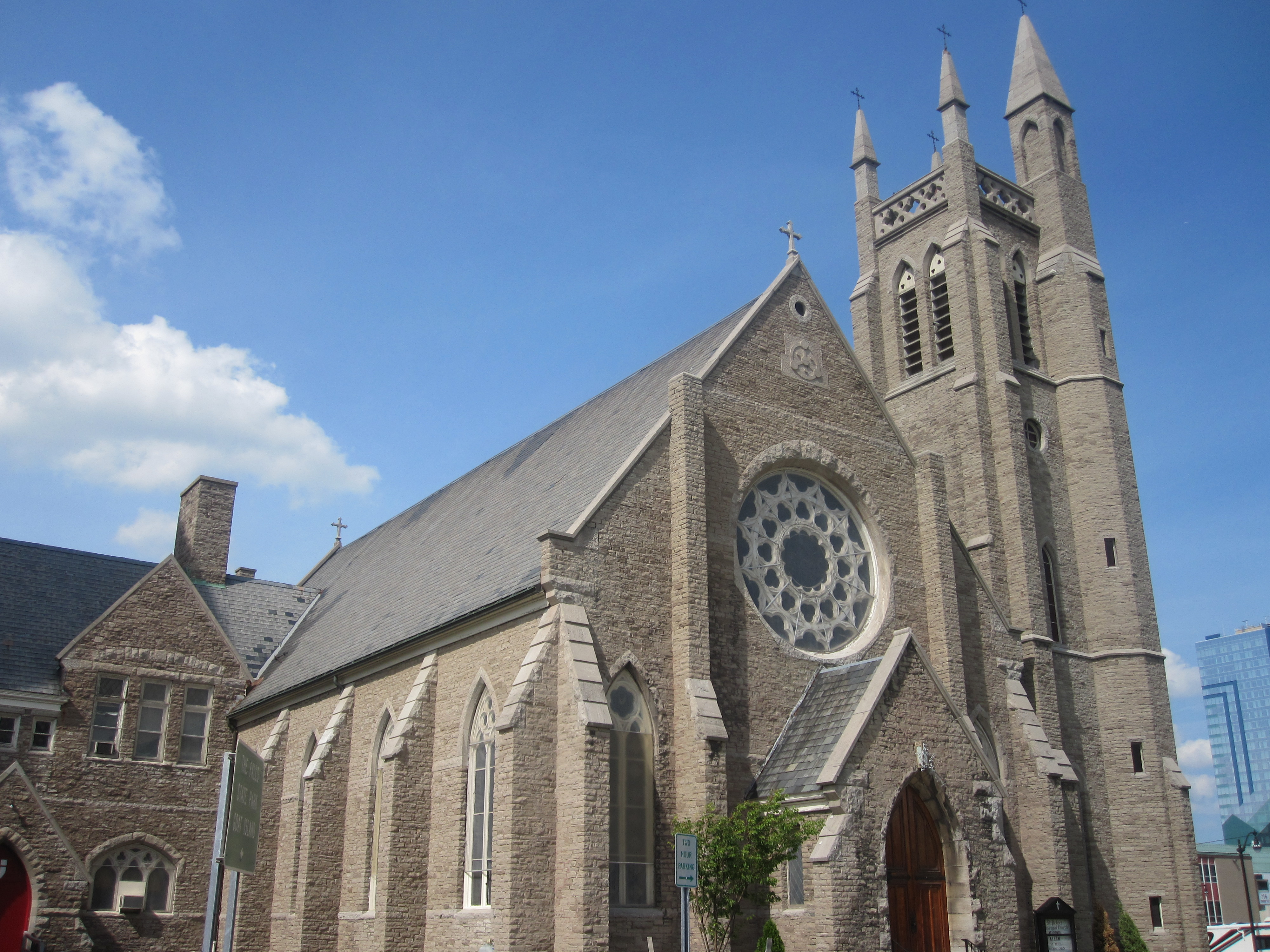
Kościół Św. Piotra w Niagara Falls.